# فيصل اليحيى
فيصل صالح اليحيى (2 مايو 1974 -)، نائب سابق في مجلس الأمة الكويتي، وحاصل على ليسانس حقوق.
شارك في انتخابات مجلس الأمة الكويتي عام 2012 وحصل على المركز الثاني في الدائرة الثالثة بـ11771 صوت.

## عضويات
- عضو لبحث أوضاع مطبعة وزارة الإعلام 2004.[2]
- عضو للنظر في المشكلة الرياضية ووضع الحلول المناسبة لها 2008.
- عضو للنظر في توصيات مجلس الأمة بشان مشروع منطقة أبو فطيرة 2008.
- عضو مؤسس في جمعية الشفافية الكويتية.